# Paddy Burke
Paddy Burke (Castlebar, 15 gennaio 1955) è un politico irlandese.
Esponente di Fine Gael, dal 1993 è componente del Seanad Éireann in rappresentanza del raggruppamento elettorale (Vocational Panel) degli agricoltori. Dal 2011 al 2016 ha ricoperto l'incarico di Cathaoirleach.